# Тейлор-Клаус, Бекс
Ребекка Эдисон «Бекс» Тейлор-Клаус (англ. Rebecca Edison «Bex» Taylor-Klaus; род. 12 августа 1994, Атланта, Джорджия, США) — американская актриса

.
Тейлор-Клаус известна своей ролью девушки по имени Пуля в криминальном сериале «Убийство» (2013). Она приобрела ещё большую известность благодаря своей роли в драматическом сериале о супергероях «Стрела» (2013—2019), а также Лекс в комедийном сериале «Дом лжи» (2014) и Одри Дженсен в сериале ужасов «Крик» (2015—2016), основанном на одноимённой франшизе. До 2018 года она озвучивала роль Кэти «Пидж» Холт в мультсериале Netflix «Вольтрон: Легендарный защитник».

## Ранние годы
Тейлор-Клаус родилась в Атланте, штат Джорджия, в еврейской семье. В третьем классе она на начала играть в постановках Шекспира, и это стало неотъемлемой частью её внеклассной и летней деятельности. Она выступала в импровизационной труппе своей средней школы и ещё до выпуска сыграла несколько ролей. Вместе с друзьями Бекс также организовала школьную актёрскую труппу для обучения старшеклассников — начинающих актёров. В дополнение к драматическому искусству Тейлор-Клаус серьёзно увлекалась спортом: в первом классе старшей школы она играла на позиции кэтчера, а также на 3-й базе в школьной команде по софтболу. У неё есть родные сестра и брат: Сид Тейлор-Клаус и Джош Тейлор-Клаус. В середине 2012 года Тейлор-Клаус переехала в Лос-Анджелес, чтобы продолжить актёрскую карьеру, и стала посещать школу Bridges Academy.

## Карьера

### 2012—2014: начало карьеры и прорыв
Тейлор-Клаус начала играть в пьесах Шекспира ещё в третьем классе. Тем не менее её первой профессиональной актёрской ролью стала бездомная лесбиянка-подросток Пуля (англ. Bullet) в третьем сезоне криминального сериала AMC «Убийство», который вышел в эфир в 2013 году. О своей игре в роли Пули Тейлор-Клаус писала: «быть актёром — значит стремиться побывать в тёмных местах, от которых люди так сильно стараются держаться подальше».
С 2013 по 2015 год Тейлор-Клаус играла второстепенного персонажа Син в супергеройском сериале The CW «Стрела».

### 2015 — настоящее время: дальнейший успех
Тейлор-Клаус добилась дальнейших успехов благодаря своей главной роли — Одри Дженсен, би-любопытного подростка, помогающей своим друзьям расследовать серию убийств загадочного незнакомца в маске в первых двух сезонах сериала ужасов MTV «Крик». Она появлялась в сериале с 2015 по 2016 год.
Получив известность благодаря своим ролям в телесериалах «Убийство» и «Стрела», она сыграла несколько небольших ролей в многочисленных телевизионных сериалах, включая «Хор» и «Я — зомби». В 2016 году Бекс начала озвучивать главную роль Кэти «Пидж» Холт в культовом мультсериале Netflix «Вольтрон: Легендарный защитник».
Тейлор-Клаус сыграла главную роль Тейлор в слэшере «Хэллфест» (2018). Кроме того, она снялась в роли Ханны Перес в музыкальном комедийном фильме «Пышка», который является экранизацией ставшего бестселлером «Нью-Йорк таймс» YA-романа Джули Мёрфи. Режиссёром «Пышки», где также снялась Дженнифер Энистон, выступила Энн Флетчер. В 2018 году Тейлор-Клаус исполнила роль Виолетты Пайч в фильме ужасов Марио Сорренти «Бесплотный».

## Личная жизнь
В детстве у Тейлор-Клаус был диагностирован синдром дефицита внимания и гиперактивности. В начальной школе она стала заниматься несколькими видами спорта, включая бейсбол, который, по её словам, помогал ей себя контролировать. У неё есть собака по кличке Буллет, названная в честь её первой героини в сериале «Убийство».
В ноябре 2016 Тейлор-Клаус рассказала о своей гомосексуальности, написав в «Твиттере»: «Привет, меня зовут Бекс, и да, слухи верны, я лесбиянка». В 2018 году Бекс сделала каминг-аут как трансгендерный небинарный человек и позже пояснила, что предпочитает использовать местоимения «они/их» (they/them). В октябре 2020 года Бекс женилась на актрисе Алисии Сикстос. Весной 2022-го вышло интервью, в котором Тейлор-Клаус делится своим опытом маскулинизирующей маммопластики.

## Фильмография
| Год       |     | Русское название                     | Оригинальное название                  | Роль                                                                          |
| --------- | --- | ------------------------------------ | -------------------------------------- | ----------------------------------------------------------------------------- |
| 2012      | кор | —                                    | Mental Intervention                    | Дебби / Debbie                                                                |
| 2013      | с   | Убийство                             | The Killing                            | Пуля / Bullet (12 эпизодов)                                                   |
| 2013      | кор | —                                    | Last Seen                              | Бекка / Becca                                                                 |
| 2013—2019 | с   | Стрела                               | Arrow                                  | Синди «Син»                                                                   |
| 2014      | с   | Обитель лжи                          | House of Lies                          | Лекс / Lex (5 эпизодов)                                                       |
| 2014      | кор | —                                    | The Night Is Ours                      | Морган / Morgan                                                               |
| 2014      | с   | Лонгмайер                            | Longmire                               | Вивиан / Vivian (1 эпизод)                                                    |
| 2014      | мс  | Робоцып                              | Robot Chicken                          | Гермиона Грейнджер / Корова Эбби / Hermione Granger / Abby the Cow (1 эпизод) |
| 2015      | с   | Библиотекари                         | The Librarians                         | Эми Мейер / Amy Meyer (1 эпизод)                                              |
| 2015      | с   | Хор                                  | Glee                                   | Goth Girl (1 эпизод)                                                          |
| 2015      | с   | Я — зомби                            | iZombie                                | Тереза Джованни / Teresa Giovanni (2 эпизода)                                 |
| 2015      | кор | —                                    | Riley                                  | Райли / Riley                                                                 |
| 2015      | ф   | Последний охотник на ведьм           | The Last Witch Hunter                  | Бронвин / Bronwyn                                                             |
| 2015      | с   | Социальный эксперимент               | The Social Experiment                  | Leyna (6 эпизодов)                                                            |
| 2015—2016 | с   | Крик                                 | Scream                                 | Одри Дженсен                                                                  |
| 2016—2018 | мс  | Вольтрон: Легендарный защитник       | Voltron: Legendary Defender            | Кэти «Пидж» Холт / Katie "Pidge" Holt (73 эпизода)                            |
| 2017      | ки  | —                                    | DreamWorks Voltron VR Chronicles       | Пидж / Pidge                                                                  |
| 2018      | с   | Здесь и сейчас                       | Here and Now                           | Декс Рейнольдс / Dex Reynolds (2 эпизода)                                     |
| 2018      | ф   | Хэллфест                             | Hell Fest                              | Тейлор Энн Смайт / Taylor Ann Smythe                                          |
| 2018      | с   | Вампир: Маскарад: Лос-Анджелес ночью | Vampire: The Masquerade: L.A. By Night | Рамона / Ramona (1 эпизод)                                                    |
| 2018      | ф   | Бесплотный                           | Discarnate                             | Виолетта Пайч / Violette Paich                                                |
| 2019      | кор | —                                    | The Line                               | Эмбер / Amber                                                                 |
| 2018      | ф   | Пышка                                | Dumplin'                               | Ханна Перес / Hannah Perez                                                    |
| 2019      | кор | —                                    | Polyester                              | Нора / Nora                                                                   |
| 2019      | с   | 13 причин почему                     | 13 Reasons Why                         | Кейси Форд / Casey Ford (7 эпизодов)                                          |
| 2019      | ф   | Чёрный дрозд                         | Blackbird                              | Крис / Chris                                                                  |
| 2019      | кор | —                                    | Knight Watch                           | Блэр / Blair                                                                  |
| 2020      | с   | Шериф                                | Deputy                                 | Брианна Бишоп / Brianna Bishop (13 эпизодов)                                  |
| 2020      | ки  | Звездные войны: Эскадрильи           | Star Wars: Squadrons                   | Кео Вензи / Keo Venzee                                                        |
| 2021      | мс  | Время приключений: Далёкие земли     | Adventure Time: Distant Lands          | Блейн / Blaine (1 эпизод)                                                     |
| 2023      | ф   | Сезон обрезки                        | Trim Season                            | Дасти / Dusty                                                                 |

## Награды и номинации
| Год  | Премия          | Категория                                                                                              | Номинируемая работа            | Результат | Прим.  |
| ---- | --------------- | --- | ------------------------------ | --------- | ------ |
| 2014 | Joey Awards     | Молодой актёрский состав драматического телесериала                                                    | Убийство                       | Победа    | [ 19 ] |
| 2014 | Joey Awards     | Иностранная (неканадская) актриса в главной роли или роли второго плана в телесериале, снятом в Канаде | Убийство                       | Победа    | [ 19 ] |
| 2016 | TV Guide Awards | Любимый актёрский состав                                                                               | Крик                           | Номинация |        |
| 2017 | BTVA Awards     | Приз зрительских симпатий BTVA за лучший состав актёров озвучки в новом телесериале                    | Вольтрон: Легендарный защитник | Победа    | [ 20 ] |
| 2017 | BTVA Awards     | Премия BTVA за озвучивание телепрограммы — лучший состав актёров озвучки в новом телесериале           | Вольтрон: Легендарный защитник | Номинация | [ 20 ] |
| 2018 | BTVA Awards     | Приз зрительских симпатий BTVA за лучший состав актёров озвучки в телесериале                          | Вольтрон: Легендарный защитник | Победа    | [ 21 ] |
| 2018 | BTVA Awards     | Премия BTVA за озвучивание телепрограммы — лучший состав актёров озвучки в телесериале                 | Вольтрон: Легендарный защитник | Номинация | [ 21 ] |